# Liste der Kulturgüter in Avegno Gordevio
Die Liste der Kulturgüter in Avegno Gordevio enthält alle Objekte in der Gemeinde Avegno Gordevio im Kanton Tessin, die gemäss der Haager Konvention zum Schutz von Kulturgut bei bewaffneten Konflikten, dem Bundesgesetz vom 20. Juni 2014 über den Schutz der Kulturgüter bei bewaffneten Konflikten sowie der Verordnung vom 29. Oktober 2014 über den Schutz der Kulturgüter bei bewaffneten Konflikten unter Schutz stehen.
Objekte der Kategorie A sind im Gemeindegebiet nicht ausgewiesen, Objekte der Kategorie B sind vollständig in der Liste enthalten, Objekte der Kategorie C fehlen zurzeit (Stand: 1. Januar 2023).

## Kulturgüter
| Foto | | Objekt | Kat. | Typ | Standort                                   | Beschreibung                                             |
| ---- | --- | --- | ---- | --- | ------------------------------------------ | -------------------------------------------------------- |
| ja   | Datei hochladen · Wikidata zu Pfarrkirche Santi Giacomo e Filippo mit Beinhaus und Pfarrhaus (Q3668183) | Pfarrkirche Santi Giacomo e Filippo mit Beinhaus und Pfarrhaus / Complesso della chiesa parrocchiale dei Santi Giacomo e Filippo con ossario e casa parrocchiale KGS-Nr.: 05478 | B    | G   | Gordevio, ala Gésa 701067 / 120135         |                                                          |
| ja   | Datei hochladen · Wikidata zu Maggia Lagerhaus (Q29883878)                                              | Maggia-Depot / Deposito Maggia KGS-Nr.: 11913 | B    | G   | Avegno, Via Vallemaggia 13 701186 / 117145 | Lagergebäude von 1955 vom Tessiner Architekten Rino Tami |